# 宮坂哲文
宮坂 哲文（みやさか てつふみ、1918年5月10日 - 1965年1月24日）は、日本の教育学者。

## 略歴
東京市小石川区大塚に宮坂喆宗の長男として生まれる。父は長野県東筑摩郡本城村（現・筑北村）出身で、成蹊学園実務部主事の曹洞宗僧侶であったが、哲文が2歳時に、隣村の坂北村（現・同村）の碩水寺の住職を継いだため、一家で移る。旧制松本中学（現長野県松本深志高等学校）、松本高等学校 (旧制)文科乙類を経て、1941年東京帝国大学文学部を卒業。1949年以降駒澤大学、東京外国語大学、お茶の水女子大学等で助教授を務めた後、1958年東京大学教育学部教授。1959年全国生活指導研究者協議会を結成し常任委員となる。機関誌『生活指導』編集長。日本教育学会常任理事。46歳で死去。

## 著書
- 『ホームルーム研究』野間教育研究所 1949 新教育叢書
- 『特別教育活動 市民形成のための学校計画』明治図書出版 1950
- 『ホームルームの実態調査』野間教育研究所 1951
- 『生活指導 実践のための基本問題』朝倉書店 1954
- 『学級づくりの道』明治図書出版 1958
- 『生活指導と道徳教育』正続 明治図書出版 1959-1961 現代教育全書
- 『生活指導の基礎理論』誠信書房 1962
- 『集団主義と生活綴方』明治図書 1963
- 『学級経営入門』明治図書出版 1964
- 『宮坂哲文著作集』明治図書出版 1968
- 『禅における人間形成 教育史的研究』評論社 1970

## 共編著
- 『現代生活指導』編 明治図書出版 1951 現代教育科学叢書
- 『特別教育活動叢書 小学校篇』巻1-3 編 明治図書出版 1952
- 『教科外活動の指導記録』編 明治図書出版 1955
- 『ホームルームの指導記録』編 明治図書出版 1955
- 『新しいホームルーム指導 信州大学教育学部付属松本中学校・指導記録』編 明治図書出版 1957
- 『生活指導のあゆみ』沢田慶輔共編 小学館 1957 新教育の実践体系
- 『教育方法学』吉田昇,大槻健共編 誠信書房 1958 教育学叢書
- 『小学校特別教育活動の新教育課程』編 国土社 1958 新教育課程双書 小学校篇
- 『生活指導問題講座』寒川道夫,春田正治共編 明治図書出版 1958
- 『中学校特別教育活動の新教育課程』編 国土社 1958 新教育課程双書 中学校編
- 『ホームルームの指導計画 "学級づくり"に立つ生活指導』編 国土社 1958
- 『現代学級経営』編 明治図書出版 1961
- 『小学一～六年生の学級改造』周郷博,宮原誠一共編 国土社 1961 学級経営シリーズ 小学校
- 『中学一～三年生の学級改造』周郷博,宮原誠一共編 国土社 1962 学級経営シリーズ 中学校編
- 『学級会の指導計画』編 国土社 1963 指導計画書シリーズ
- 『中学生の生活指導 1-3年』坂本光男,前沢泰共編 明治図書出版 1963 明治図書講座
- 『今日の道徳教育』春田正治共編 誠信書房 1964
- 『集団主義教育の本質』編 明治図書出版 1964

## 翻訳
- ロサンゼルス市教育局編『学校における民主的生活の指導』明治図書出版 1951